# Futbol'nyj Klub Lokomotiv Moskva 1936
Questa voce raccoglie le informazioni riguardanti il Futbol'nyj Klub Lokomotiv Moskva nelle competizioni ufficiali della stagione 1936.

## Stagione
La Lokomotiv s'iscrive al primo campionato sovietico di calcio, torneo a 7 squadre dalla durata bimensile (tra maggio e luglio) con un turno di riposo e una formula che prevede un solo incontro tra ogni squadra. La vittoria vale tre punti, il pareggio due e la sconfitta un punto.
Dinamo Leningrado-Lokomotiv Mosca, giocata in data 22 maggio 1936, diviene ufficialmente la prima partita della storia del campionato sovietico di calcio. Il centravanti Lavrov ha il merito di segnare il primo gol nella storia del torneo: i padroni di casa rimontano e vincono 3-1 l'incontro. Nei successivi incontri, la Lokomotiv vince solamente un paio di match in trasferta, perdendo gli altri.
In estate si gioca la Coppa sovietica, dove la squadra elimina diverse squadre e vince la prima edizione del torneo: il club estromette nell'ordine Trudovaja Kommuna Kungur (0-7), Dinamo Charkiv (0-1), Spartak Leningrado (3-0), Perp i Molot Charkiv (2-1), Krasnaja Zarja (5-0) e Dinamo Tbilisi, sconfitta 2-0 in finale. Significativo il contributo di Lavrov, che realizza 10 reti in 6 incontri nel corso della competizione.
Al termine della prima edizione della Coppa dell'Unione Sovietica, è organizzato un secondo campionato sovietico di calcio nello stesso anno in autunno (settembre-ottobre). La formula resta immutata e rispetto all'edizione precedente, si gioca con una formazione in più (la Dinamo Tbilisi, promossa dalla seconda divisione). In questo torneo Lavrov è ancora protagonista, autore di una tripletta con la Dinamo Leningrado (4-0); successivamente, la Lokomotiv vince in rimonta sia con la Dinamo Mosca (1-2) sia contro la Krasnaja Zarja (5-3): dopo essere passata in svantaggio per tre reti, la Lokomotiv rimonta negli ultimi trenta minuti siglando cinque reti, tre ad opera di Michail Kireev. All'ultimo turno del campionato, la Lokomotiv ha la possibilità di vincere il torneo, tuttavia perde 2-1 con la Dinamo Tbilisi terminando il campionato autunnale in quarta posizione.

## Rosa
Vasilij Serdjukov ha giocato solo il campionato primaverile. Michail Kireev e Dmitrij Maksimov hanno giocato solo il campionato autunnale.
| N. |                             | Ruolo | Calciatore          |
| -- | --------------------------- | ----- | ------------------- |
|    | Unione Sovietica (bandiera) | P     | Valentin Granatin   |
|    | Unione Sovietica (bandiera) | P     | Nikolaj Razumovskij |
|    | Unione Sovietica (bandiera) | C     | Viktor Lachonin     |
|    | Unione Sovietica (bandiera) | C     | Nikolaj Rožnov      |
|    | Unione Sovietica (bandiera) | C     | Vitalij Strelkov    |
|    | Unione Sovietica (bandiera) | C     | Michail Žukov       |
|    | Unione Sovietica (bandiera) | A     | Michail Kireev      |
|    | Unione Sovietica (bandiera) | A     | Viktor Lavrov       |
|    | Unione Sovietica (bandiera) | A     | Nikolaj Micheev     |

| N. |                             | Ruolo | Calciatore        |
| -- | --------------------------- | ----- | ----------------- |
|    | Unione Sovietica (bandiera) | A     | Semënov           |
|    | Unione Sovietica (bandiera) | A     | Aleksej Sokolov   |
|    | Unione Sovietica (bandiera) | A     | Pëtr Terenkov     |
|    | Unione Sovietica (bandiera) | -     | Ivan Andreev      |
|    | Unione Sovietica (bandiera) | -     | Il'ja Gvozdkov    |
|    | Unione Sovietica (bandiera) | -     | Nikolaj Il'in     |
|    | Unione Sovietica (bandiera) | -     | Dmitrij Maksimov  |
|    | Unione Sovietica (bandiera) | -     | Vasilij Serdjukov |
|    | Unione Sovietica (bandiera) | -     | Aleksej Stoljarov |

## Risultati

### Gruppa A primavera
Ha riposato durante la seconda giornata del campionato.

| Arbitro: | Aleksandr Bogdanov (Mosca) |

|                                           |           |           |
| Baryšev 33’ V. Fëdorov 43’ A. Fëdorov 70’ | Marcatori | 5’ Lavrov |

| Arbitro: | Vladimir Bystrov (Leningrado) |

|                                           |           |              |
| Smirnov 8’ (rig.), 18’ Andreev 40’ (aut.) | Marcatori | 30’ Terenokv |

| Arbitro: | Nikolaj Kaurov (Mosca) |

|                    |           |                        |
| Andreev 61’ (aut.) | Marcatori | 13’ Sokolov 85’ Lavrov |

| Arbitro: | Vladimir Strepicheev (Mosca) |

|  |           |                  |
|  | Marcatori | 55’, 81’ Glazkov |

| Arbitro: | Samuil Chavčin (Kiev) |

|  |           |                                     |
|  | Marcatori | 34’ Lavrov 38’ Sokolov 47’ Terenkov |

| Arbitro: | Pavel Evdokimov (Leningrado) |

|  |           |                                   |
|  | Marcatori | 75’ Kuzmenko 79’ Makar Gončarenko |

### Gruppa A autunno
| Arbitro: | Rajmund Gofman (Leningrado) |

|                                      |           |            |
| Stepanov 12’ Glazkov 40’, 65’ (rig.) | Marcatori | 20’ Lavrov |

| Arbitro: | Lev Černobyl'skij (Kiev) |

|                                  |           |  |
| Lavrov 2’, 57’, 80’ Terenkov 73’ | Marcatori |  |

| Arbitro: | Stepan Romanenko (Charkiv) |

|            |           |                                        |
| Lavrov 47’ | Marcatori | 17’ Mitronov 23’ Rjazancev 74’ Šlyčkov |

| Arbitro: | Ivan Kosmačëv (Mosca) |

|                                     |           |                                               |
| Ščegodskij 12’ Šilovskij 78’ (rig.) | Marcatori | 7’, 75’ Kireev 16’ (rig.) Terenkov 47’ Lavrov |

| Arbitro: | Aleksandr Ščelčkov (Mosca) |

|           |           |                         |
| Il'in 15’ | Marcatori | 45’ Kireev 86’ Terenkov |

| Arbitro: | Georgij Leponov (Leningrado) |

|                                                      |           |                             |
| Oreškin 60’ (aut.) Terenkov 62’ Kireev 70’, 72’, 89’ | Marcatori | 10’ Smirnov 20’, 26’ Lotkov |

| Arbitro: | Aleksandr Ščelčkov (Mosca) |

|                                |           |              |
| Berdzenišvili 10’ Paičadze 67’ | Marcatori | 77’ Terenkov |

### Coppa dell'URSS

#### Secondo turno
| Arbitro: | Vladimir Vasil'ev (Mosca) |

|  |           |           |
|  | Marcatori | 4’ Lavrov |

#### Sedicesimi di finale
| Arbitro: | Lev Černobyl'skij (Kiev) |

|  |           |            |
|  | Marcatori | 65’ Lavrov |

#### Ottavi di finale
| Arbitro: | Leonid Ordin (Charkiv) |

|               |           |  |
| Lavrov ?’, ?’ | Marcatori |  |

#### Quarti di finale
| Arbitro: | Georgij Feponov (Leningrado) |

|                        |           |              |
| Lavrov ?’ Serdjukov ?’ | Marcatori | 38’ Morgunov |

#### Semifinale
| Arbitro: | Vladimir Strepicheev (Mosca) |

|                                                     |           |  |
| Lavrov 20’, 49’ (rig.), 89’ Sokolov 52’ Semënov 71’ | Marcatori |  |

#### Finale
| Arbitro: | Nikolaj Usov (Leningrado) |

|                        |           |  |
| Sokolov 18’ Lavrov 24’ | Marcatori |  |

### Statistiche di squadra
| Competizione         | Punti     | In casa | In casa | In casa | In casa | In casa | In casa | In trasferta | In trasferta | In trasferta | In trasferta | In trasferta | In trasferta | Totale | Totale | Totale | Totale | Totale | Totale | DR  |
| Competizione         | Punti     | G       | V       | N       | P       | Gf      | Gs      | G            | V            | N            | P            | Gf           | Gs           | G      | V      | N      | P      | Gf     | Gs     | DR  |
| -------------------- | --------- | ------- | ------- | ------- | ------- | ------- | ------- | ------------ | ------------ | ------------ | ------------ | ------------ | ------------ | ------ | ------ | ------ | ------ | ------ | ------ | --- |
| Gruppa A (primavera) | 10        | 2       | 0       | 0       | 2       | 0       | 4       | 4            | 2            | 0            | 2            | 7            | 7            | 6      | 2      | 0      | 4      | 7      | 11     | -4  |
| Gruppa A (autunno)   | 15        | 3       | 2       | 0       | 1       | 10      | 6       | 4            | 2            | 0            | 2            | 8            | 8            | 7      | 4      | 0      | 3      | 18     | 14     | +4  |
| Kubok SSSR           | vincitore | 4       | 4       | 0       | 0       | 12      | 1       | 2            | 2            | 0            | 0            | 8            | 0            | 6      | 6      | 0      | 0      | 20     | 1      | +19 |
| Totale               | -         | 9       | 6       | 0       | 3       | 22      | 11      | 10           | 6            | 0            | 4            | 23           | 15           | 19     | 12     | 0      | 7      | 45     | 26     | +19 |

### Andamento in campionato

#### Gruppa A (primavera)
| Giornata  | 1 | 2 | 3 | 4 | 5 | 6 | 7 |
| --------- | - | - | - | - | - | - | - |
| Luogo     | T | R | T | T | C | T | C |
| Risultato | P | R | P | V | P | V | P |

Fonte:  Soviet Union 1936, su rsssf.com, RSSSF.
Legenda:

Luogo: C = Casa; T = Trasferta. Risultato: V = Vittoria; N = Pareggio; P = Sconfitta.

#### Gruppa A (autunno)
| Giornata  | 1 | 2 | 3 | 4 | 5 | 6 | 7 |
| --------- | - | - | - | - | - | - | - |
| Luogo     | T | C | T | C | C | T | T |
| Risultato | P | V | V | P | V | V | P |

Fonte:  Soviet Union 1936, su rsssf.com, RSSSF.
Legenda:

Luogo: C = Casa; T = Trasferta. Risultato: V = Vittoria; N = Pareggio; P = Sconfitta.

### Statistiche dei giocatori
| Giocatore      | Gruppa A (primavera) | Gruppa A (primavera) | Gruppa A (primavera) | Gruppa A (primavera) | Gruppa A (autunno) | Gruppa A (autunno) | Gruppa A (autunno) | Gruppa A (autunno) | Kubok SSSR | Kubok SSSR | Kubok SSSR  | Kubok SSSR | Totale   | Totale | Totale      | Totale     |
| Giocatore      | Presenze             | Reti                 | Ammonizioni          | Espulsioni           | Presenze           | Reti               | Ammonizioni        | Espulsioni         | Presenze   | Reti       | Ammonizioni | Espulsioni | Presenze | Reti   | Ammonizioni | Espulsioni |
| -------------- | -------------------- | -------------------- | -------------------- | -------------------- | ------------------ | ------------------ | ------------------ | ------------------ | ---------- | ---------- | ----------- | ---------- | -------- | ------ | ----------- | ---------- |
| I. Andreev     | 6                    | 0                    | 0                    | 0                    | 7                  | 0                  | 0                  | 0                  | 5          | 0          | 0           | 0          | 18       | 0      | 0           | 0          |
| I. Gvozdkov    | 6                    | 0                    | 0                    | 0                    | 7                  | 0                  | 0                  | 0                  | 5          | 0          | 0           | 0          | 18       | 0      | 0           | 0          |
| V. Granatkin   | 5                    | -7                   | 0                    | 0                    | 3                  | -0                 | 0                  | 0                  | 1          | -0         | 0           | 0          | 9        | -7     | 0           | 0          |
| N. Il'in       | 2                    | 0                    | 0                    | 0                    | 5                  | 0                  | 0                  | 0                  | 6          | 0          | 0           | 0          | 13       | 0      | 0           | 0          |
| M. Kireev      | 0                    | 0                    | 0                    | 0                    | 7                  | 5                  | 0                  | 0                  | 0          | 0          | 0           | 0          | 7        | 5      | 0           | 0          |
| V. Lavrov      | 5                    | 3                    | 0                    | 0                    | 7                  | 6                  | 0                  | 0                  | 6          | 10         | 0           | 0          | 18       | 19     | 0           | 0          |
| V. Lachonin    | 0                    | 0                    | 0                    | 0                    | 0                  | 0                  | 0                  | 0                  | 0          | 0          | 0           | 0          | 0        | 0      | 0           | 0          |
| D. Maksimov    | 0                    | 0                    | 0                    | 0                    | 7                  | 0                  | 0                  | 0                  | 6          | 0          | 0           | 0          | 13       | 0      | 0           | 0          |
| N. Micheev     | 6                    | 0                    | 0                    | 0                    | 4                  | 0                  | 0                  | 0                  | 2          | 0          | 0           | 0          | 12       | 0      | 0           | 0          |
| N. Razumovskij | 2                    | -3                   | 0                    | 0                    | 6                  | -10                | 0                  | 0                  | 5          | -0         | 0           | 0          | 13       | -13    | 0           | 0          |
| N. Rožnov      | 0                    | 0                    | 0                    | 0                    | 0                  | 0                  | 0                  | 0                  | 0          | 0          | 0           | 0          | 0        | 0      | 0           | 0          |
| A. Semënov     | 2                    | 0                    | 0                    | 0                    | 2                  | 0                  | 0                  | 0                  | 6          | 1          | 0           | 0          | 10       | 1      | 0           | 0          |
| V. Serdjukov   | 6                    | 0                    | 0                    | 0                    | 0                  | 0                  | 0                  | 0                  | 1          | 0          | 0           | 0          | 7        | 0      | 0           | 0          |
| A. Sokolov     | 6                    | 2                    | 0                    | 0                    | 7                  | 0                  | 0                  | 0                  | 0          | 0          | 0           | 0          | 13       | 2      | 0           | 0          |
| A. Stoljarov   | 6                    | 0                    | 0                    | 0                    | 1                  | 0                  | 0                  | 0                  | 2          | 0          | 0           | 0          | 9        | 0      | 0           | 0          |
| V. Strelkov    | 6                    | 0                    | 0                    | 0                    | 6                  | 0                  | 0                  | 0                  | 4          | 0          | 0           | 0          | 16       | 0      | 0           | 0          |
| P. Terenkov    | 5                    | 2                    | 0                    | 0                    | 7                  | 5                  | 0                  | 0                  | 6          | 0          | 0           | 0          | 18       | 7      | 0           | 0          |
| M. Žukov       | 6                    | 0                    | 0                    | 0                    | 7                  | 0                  | 0                  | 0                  | 6          | 1          | 0           | 0          | 19       | 1      | 0           | 0          |